# Conkhandeenhronon
Conkhandeenhronon (Konkhandeenhronon) /od 'Chonkande' – 'the people who are joined',/ jedno od plemena američkih Indijanaca porodice Iroquoian koje je 1635. živjelo na rijeci St. Lawrence u Kanadi. Prema Jesuit Relations (1610 —1791), uz još niz drugih plemena navode se kao sjedilački ratari i brojan narod.

## Vanjske poveznice
- Frederick Webb Hodge